# Senado de la República (Colombia)
De Senaat van de Republiek Colombia (Spaans: Senado de la República de Colombia) is het hogerhuis van het Congres van Colombia).
De Senaat bestaat volgens de grondwet van Colombia van 1991 uit 102 senatoren (senadores) die via algemeen, enkelvoudig kiesrecht worden gekozen voor de duur van vier. Actief kiesrecht is er vanaf 25 jaar, passief kiesrecht vanaf 30 jaar. Om mee te kunnen doen aan de congresverkiezingen moet men de Colombiaanse nationaliteit bezitten.

## Verkiezing van de Senaat
Honderd senatoren worden rechtstreeks via een enkele nationale kieslijst gekozen. De twee overige staan op een speciale kieslijst waar leden van de Indiaanse en de Afro-Colombiaanse gemeenschappen. Colombianen die in het buitenland wonen kunnen ook hun stem uitbrengen.

## Zetelverdeling 2006

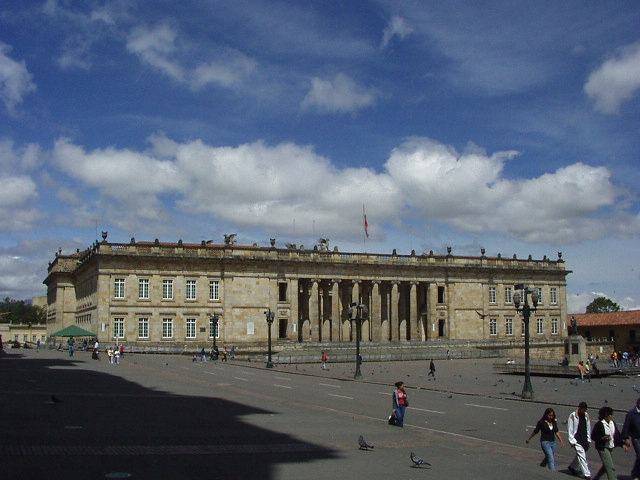
Capitolio Nacional, zetel van de Congres

## Lijst van voorzitters van de Senaat
| Presidente                          | Partido                | Periodo   |
| ----------------------------------- | ---------------------- | --------- |
| Manuel Mosquera Garcés              | Liberal                | 1966-1968 |
| Mario S. Vivas                      | Liberal                | 1968-1969 |
| Julio César Turbay Ayala            | Liberal                | 1969-1970 |
| Eduardo Abuchaibe Ramírez           | Conservador            | 1970-1972 |
| Hugo Escobar Sierra                 | Conservador            | 1972-1974 |
| Julio César Turbay Ayala            | Liberal                | 1974-1975 |
| Gustavo Balcázar Monzón             | Liberal                | 1975-1976 |
| Edmundo López Gómez                 | Liberal                | 1976-1977 |
| Gustavo Dajer Chadid                | Liberal                | 1977-1978 |
| Bernardo Guerra Serna               | Liberal                | 1978-1979 |
| Héctor Echeverri Correa             | Liberal                | 1979-1980 |
| José Ignacio Díaz Granados Alzamora | Liberal                | 1980-1981 |
| Gustavo Dajer Chadid                | Liberal                | 1981-1982 |
| Bernardo Guerra Serna               | Liberal                | 1982-1983 |
| Carlos Holguín Sardi                | Conservador            | 1983-1984 |
| José Antonio Name Terán             | Liberal                | 1984-1985 |
| Álvaro Villegas Moreno              | Conservador            | 1985-1986 |
| Humberto Peláez                     | Liberal                | 1986-1987 |
| Ancízar López López                 | Liberal                | 1987-1989 |
| Luis Guillermo Giraldo Hurtado      | Liberal                | 1989-1990 |
| Aurelio Iragorri Hormaza            | Liberal                | 1990-1991 |
| José Blackburn Cortés               | Liberal                | 1992-1993 |
| Tito Edmundo Rueda Guarín           | Liberal                | 1993      |
| Jorge Ramón Elías Nader             | Liberal                | 1993-1994 |
| Juan Guillermo Ángel Mejía          | Liberal                | 1994-1995 |
| Julio César Guerra Tulena           | Liberal                | 1995-1996 |
| Luis Fernando Londoño Capurro       | Liberal                | 1996-1997 |
| Amylkar David Acosta Medina         | Liberal                | 1997-1998 |
| Fabio Valencia Cossio               | Conservador            | 1998-1999 |
| Miguel Pinedo Vidal                 | Liberal                | 1999-2000 |
| Mario de Jesús Uribe Escobar        | Liberal                | 2000-2001 |
| Carlos Armando García Orjuela       | Liberal                | 2001-2002 |
| Luis Alfredo Ramos Botero           | Equipo Colombia        | 2002-2003 |
| Germán Vargas Lleras                | Partido Cambio Radical | 2003-2004 |
| Luis Humberto Gómez Gallo           | Conservador            | 2004-2005 |
| Claudia Blum de Barbieri            | Partido Cambio Radical | 2005-2006 |
| Dilian Francisca Toro Torres        | Partido de la U        | 2006-2007 |
| Nancy Patricia Gutiérrez Castañeda  | Partido Cambio Radical | 2007-2008 |